# Rostrücken-Zaunkönig
Der Rostrücken-Zaunkönig (Campylorhynchus capistratus) ist eine Vogelart aus der Familie der Zaunkönige (Troglodytidae), die in Mexiko, Guatemala, Honduras, El Salvador, Nicaragua und Costa Rica verbreitet ist. Der Bestand wird von der IUCN als nicht gefährdet (Least Concern) eingeschätzt.

## Merkmale
Der Rostrücken-Zaunkönig erreicht eine Körperlänge von etwa 15,0 bis 19,0 cm bei einem Gewicht von ca. 24,0 bis 40,0 g. Erwachsene Tiere haben einen schwarzen Oberkopf und Augstrich und einen breiten weißen Überaugenstreif. Der Hinternacken und Rücken ist rötlich, der Hinterrücken und der Bürzel eher zimtfarben braun mit gelbbraunweißen und schwarzen Streifen, die aber am Bürzel eher gestrichelt wirken. Die Flügel und die zentralen Steuerfedern sind breit schwarz und gräulich weiß bis blass bräunlich grau gebändert. Der Rest des Schwanzes ist hauptsächlich schwarz mit breiten weißen Spitzen, die schwarz gepunktet sind. Die Unterseite ist weiß mit gelbbrauner Tönung im hinteren Bereich. Die Iris ist rötlich, grau, braun oder rotbraun, der Schnabel schwarz mit grauer Basis am Unterschnabel und die Beine bläulich grau bis pflaumenfarben. Beide Geschlechter ähneln sich im Aussehen. Jungtiere haben einen rußschwarzen Oberkopf und Augenstreif. Der Überaugenstreif und die Oberseite wirken eher gelbbraun. Das Rötliche des Hinternackens und Rückens wirkt matter. Dabei sind sie unklarer schwarz und gelbbraun gefleckt und gestreift. Die blassen Streifen an den Flügeln sind breiter und gelbbraun.

## Verhalten und Ernährung
Die Ernährung des Rostrücken-Zaunkönigs besteht überwiegend aus Wirbellosen, speziell kleineren Käfer, Grillen, Larven, Schaben, Webspinnen usw. Wahrscheinlich gehört auch wenig vegetarische Nahrung inklusive Beeren zu seinem Futter. In seinem Lebensraum sucht er das Futter gemeinsam in Paaren oder kleineren Gruppen von drei bis vier Individuen, die vermutlich zur Familie gehören. Dies geschieht meist in tiefer Vegetation. Hier sammelt er Beute von den Blättern ab oder untersucht und stochert in Rindenspalten und Epiphyten auf der Jagd nach Beute. Es kommt vor, dass er seine Nahrung auf Veranden oder sogar innerhalb eines Hauses sucht.

## Lautäußerungen
Der Gesang des Rostrücken-Zaunkönigs besteht aus glucksenden Phrasen, die typischerweise drei- bis achtmal wiederholt werden und durch hartes Schnattern unterbrochen werden. Die Lieder werden oft im Chor kombiniert. Dies könnte ein wichtiger Indikator für Gruppenidentität sein und eine wichtige Rolle beim Schutz des Gruppenterritoriums spielen. Der Alarmruf ist kurz und hart.

## Fortpflanzung
Der Brutsaison des Rostrücken-Zaunkönigs ist in El Salvador von März bis Juli, meist aber von April bis Juni. In Costa Rica dauert sie von April bis August. Sehr wahrscheinlich gibt es nur eine Brut pro Saison. Das Nest wird von beiden Geschlechtern aus Gras und Pflanzenfasern gebaut und hat eine klobige, kugelförmige Struktur. Der nach oben gerichteter seitliche Tunneleingang führt in die Zentralkammer, die mit Daunen und Federn ausgelegt wird. Es befindet sich in 1,5 bis 10 Meter über dem Boden, meist in ca. 4,5 Meter in Kakteen oder Dornbüschen, gelegentlich auch an künstlichen Stellen wie Dachtraufen oder in verlassenen Nestern, wie die des Tropfentrupials (Icterus pectoralis). In Costa Rica nistet er bewusst in Akazien, beispielsweise der Art Vachellia cornigera oder der Kugelkopf-Akazie, die von aggressiven stechende Ameisen z. B. der Gattung Pseudomyrmex bevölkert werden, und wählt den Baum mit den unangenehmsten Ameisen bzw. Feldwespennestern der Art Polybia rejecta in der Nähe. Dies verspricht ihm Schutz vor Nesträubern wie dem Weißschulter-Kapuzineraffen (Cebus capucinus). Allerdings zeigt eine neuere Studie im Nationalpark Palo Verde in der Provinz Guanacaste, dass von 52 Nestern, die gefunden wurde, die meisten nicht in Akazien mit den aggressivsten Ameisen gefunden wurde. Die Akazien mit Nestern waren im Durchmesser größer als die ohne Nest. Mehr Nester befanden sich in Akazien, die in Gruppen angeordnet waren. Ebenso fand man mehr Nester an nicht gerade herausgehobenen Stellen, wie z. B. an der Basis von Ästen oder in den obersten Ästen, im Vergleich zu exponierten Stellen, wie z. B. in den äußeren Ästen. Daher scheint die Art nur in bestimmten Bäumen und an bestimmten Stellen innerhalb dieser Bäume zu nisten. Dies sind Stellen, die vermutlich die Wahrscheinlichkeit verringern, dass andere Wirbeltiere die Eier und Nestlinge leicht erbeuten können. Zahlreiche Schlafnester baut er das ganze Jahr über. Ein Gelege in El Salvador besteht aus drei bis sechs Eiern, meist aber aus vier bis fünf. In Costa Rica sind es gewöhnlich vier weiße Eier mit  braunen, lilafarbenen oder schwarzen Flecken. Information zur Brutzeit und Zeit, bis die Nestlinge flügge werden, sind nicht bekannt. Nestlinge werden vermutlich auch von Helfern, d. h. nicht nur von den Eltern, versorgt. Laut einer Studie im Nordwesten Costa Ricas hatten Nester nahe Wespennestern mit 37,5 bis 75 % Überlebenden mehr Bruterfolg als Nester, die diesen Schutz nicht hatten.

## Verbreitung und Lebensraum
Der Rostrücken-Zaunkönig bevorzugt trockene bis halbtrockene Gebiete mit trockenem Gestrüpp und speziell Opuntien. Der Lebensraum beinhaltet auch Gebiete, in denen der Mensch aktiv ist. Seltener ist er in Mangroven, schattigen Kaffeeplantagen und im tiefer gelegenen Wolken- und Nebelwald anzutreffen. Er bewegt sich in Höhenlagen von Meeresspiegel bis 1400 Metern in El Salvador und bis 800 Metern in Costa Rica.

## Migration
Es wird vermutet, dass der Rostrücken-Zaunkönig ein Standvogel ist.

## Unterarten
Es sind sechs Unterarten bekannt:
- Campylorhynchus capistratus nigricaudatus (Nelson, 1897)[3] kommt im Südwesten Mexikos vor. Die Unterart hat schwarze Steuerfedern, keine Flecken auf der Unterseite und kein Bartstrich. Der Rücken und der Bürzel sind kräftiger kastanienfarben als in der Nominatform. An den zentralen Steuerfedern hat sie graue Binden.[1]
- Campylorhynchus capistratus capistratus (Lesson, RP, 1842)[4] ist von El Salvador bis ins nördliche Costa Rica verbreitet.
- Campylorhynchus capistratus xerophilus (Griscom, 1930)[5] ist im Tal des Río Motagua in Guatemala verbreitet. Die Subspezies ähnelt dem Veracruz-Zaunkönig, hat aber normalerweise keinen Bartstrich. Die Unterseite zeigt keine Flecken. Die Unterschwanzdecken haben gelegentlich schwarze Flecken auf den Binden.[1]
- Campylorhynchus capistratus castaneus Ridgway, 1888[6] kommt von Guatemala bis Honduras vor. Die Unterart ähnelt C. c. xerophilus, zeigt aber weniger bunte Rückenmarkierungen.[1]
- Campylorhynchus capistratus nicaraguae (Miller, W & Griscom, 1925)[7] kommt in Nicaragua vor. Die Unterart ähnelt C. c. xerophilus, hat aber weniger deutliche Markierungen an Rücken und Bürzel.[1]
- Campylorhynchus capistratus nicoyae Phillips, AR, 1986[8] ist auf der Nicoya-Halbinsel verbreitet. Die Subspezies ist kleiner, hat ein vorliegenden Überaugenstreif. Die Seiten und die Brust wirken stark braun ausgewaschen.[1]

Lange wurden der Sclaterzaunkönig und der Rostrücken-Zaunkönig als Unterarten des Veracruz-Zaunkönigs betrachtet. Im Jahr 2009 trennten Hernan Vazquez Miranda, Adolfo Gerardo Navarro Sigüenza und Kevin Erling Omland diese auf Basis von Mitochondrialer DNA-Analyse in eigenständige Arten auf. Auch zahlreiche Untersuchungen des Gesangsmusters unterstützen die Abtrennung. Bisher wurde die Abspaltung vom North American Classification Committee noch nicht bestätigt.

## Etymologie und Forschungsgeschichte
Die Erstbeschreibung des Rostrücken-Zaunkönigs erfolgte 1842 durch René Primevère Lesson unter dem wissenschaftlichen Namen Picolaptes capistrata. Das Typusexemplar hatte sein Bruder Pierre Adolphe Lesson bei El Realejo gesammelt. 1824 führte Johann Baptist von Spix die für die Wissenschaft neue Gattung Campylorhynchus ein. Dieser Name leitet sich von »campylos, camptō καμπυλος, καμπτω« für »gebogen, biegen« und »rhynkhos ῥυγχος« für »Schnabel« ab. Der Artname »capistratus« bedeutet »gehalfter« von »capistrum, capere« für »Halfter. Band, halten«. »Nicoyae« bezieht sich auf den Sammelort Nicoya-Halbinsel, »nicaraguae« auf das Land Nicaragua. »Castaneus« bedeutet »kastanienfarben« von »castanea, kastanon καστανον« für »Kastanie«. »Xerophilus« ist ein griechisches Wortgebilde aus »xēros ξηρος« für »entsagend, trockenes Land« und »philos, phileō, phileō φιλος, φιλεω, φιλος« für »liebend, lieben, Liebhaber«.